# Lukov (Zlín)
Lukov é uma comuna checa localizada na região de Zlín, distrito de Zlín.